# Spring Lake Park
Spring Lake Park é uma cidade localizada no estado americano de Minnesota, no Condado de Anoka e Condado de Ramsey.

## Demografia
Segundo o censo americano de 2000, a sua população era de 6772 habitantes.
Em 2006, foi estimada uma população de 6633, um decréscimo de 139 (-2.1%).

## Geografia
De acordo com o United States Census Bureau tem uma área de
5,4 km², dos quais 5,1 km² cobertos por terra e 0,3 km² cobertos por água.

## Localidades na vizinhança
O diagrama seguinte representa as localidades num raio de 8 km ao redor de Spring Lake Park.